# Siddheshwara
Siddheshwara és un cim de Karnataka a la part oriental del districte de Kodagu als Ghats Occidentals a uns 15 km de Siddhapur. La muntanya guardava el pas pel qual els muntanyesos de Coorg van venir des de l'est. Al cim hi havia un temple dedicat a Xiva.